# Antoni Stanisław Deboli
Antoni Stanisław Deboli herbu własnego (zm. w 1778 roku) – chorąży lubaczowski w latach 1758–1768, podstarości i sędzia grodzki grabowiecki, pisarz grodzki grabowiecki w latach 1745–1747, pisarz grodzki czernihowski w 1732 roku, marszałek sejmiku Boni Ordinis województwa bełskiego w 1739 roku.